# Політичний менеджмент (журнал)
«Політичний менеджмент» — науковий журнал (ISSN 2078-1873), заснований у 2001 році Українським центром політичного менеджменту. У 2003 році співзасновником видання став Інститут політичних і етнонаціональних досліджень ім. І. Ф. Кураса НАН України. Виходить 6 разів на рік, видається українською мовою.
Видавець: Український центр політичного менеджменту (до 2011), ТОВ «Центр соціальних комунікацій» (з 2011). Головний редактор (з 2001) — Шайгородський Юрій Жанович, доктор політичних наук.
Проблематика: політологія, науковий аналіз та прогнозування політичного розвитку суспільства, створення теоретичних засад внутрішньої і зовнішньої політики країни, конфліктологія, соціальна і політична психологія, історія. 

Входить до переліку наукових фахових видань, затверджених МОН України у галузі політичних (з 2003), соціологічних (з 2003 по 2010) та історичних (з 2010) наук.

## Тематика журналу
- теорія та історія політичної науки
- політичні інститути та процеси
- політична культура
- міжнародні відносини
- політична психологія
- політичне управління
- політична соціалізація
- етнополітологія
- історія
- соціологія
- соціальна філософія

## Редакційна колегія
В. Андрущенко, М. Багмет, Є. Бородін, М. Головатий, М. Кармазіна, О. Картунов, Л. Кормич, І. Кресіна, А. Кудряченко, М. Михальченко, М. Панчук, Ф. Рудич, В. Солдатенко, А. Толстоухов, Ю. Шайгородський, Ю. Шаповал, Л. Шкляр, В. Якушик.

## Наукометричні показники
За даними Національної бібліотеки України імені В. І. Вернадського, «Політичний менеджмент» є одним із найцитованіших вітчизняних наукових видань. Зміст журналу розкривається у національній реферативній базі даних «Україніка наукова» та в українському реферативному журналі «Джерело». Видання внесено до «Літопису журнальних статей» Книжкової палати України. Електронна версія представлена на порталі «Наукова періодика України» Національної бібліотеки України ім. В. І. Вернадського, на сайті Українського центру політичного менеджменту, на сайті Інституту політичних і етнонаціональних досліджень ім. І. Ф. Кураса НАН України.
Публікації журналу індексуються наукометричною базою Google Scholar.